# Argentopirita
L'argentopirita és un mineral de la classe dels sulfurs. Rep el seu nom de la seva composició en argent i de la seva relació amb la pirita.

## Característiques
L'argentopirita és un sulfur d'argent i ferro, de fórmula química AgFe₂S₃. Cristal·litza en el sistema monoclínic. La seva duresa a l'escala de Mohs oscil·la entre 3,5 i 4. Va ser descoberta l'any 1868 a Jáchymov, a Karlovy Vary (Bohèmia, República Txeca).